# Temple de la renommée médicale canadienne

Le Temple de la renommée médicale canadienne est une façon de rendre hommage en permanence aux Canadiens et aux Canadiennes d’hier et d’aujourd’hui qui ont contribué à une plus grande compréhension des maladies et à la promotion universelle de la santé.
Le Temple de la renommée médicale canadienne a été érigé pour saluer, célébrer et promouvoir l’excellence en choisissant d’éminents scientifiques de la médecine dans tout le Canada afin de souligner leur contribution. Les critères de sélection des lauréats peuvent être fondés sur une seule contribution exceptionnelle ou sur une carrière extraordinaire, résultat de toute une vie. Les prix sont décernés dans une ou plusieurs des catégories suivantes :
- Recherche médicale appliquée - Mise en application des découvertes scientifiques médicales dans les domaines de la promotion de la santé et de la prévention des maladies, grâce à des innovations technologiques et à des systèmes de mise en vigueur.

- Recherche fondamentale - Science biomédicale, biologique ou autre contribuant à une meilleure compréhension des maladies et à des progrès dans le domaine de la santé.

- Bâtisseur en médecine - Chef de file, que ce soit une personne ou un groupe de collègues, ayant permis la mise sur pied d’un établissement ou la conception d’un programme ou d’une discipline universitaire dont la science médicale au Canada a retiré de grands avantages à long terme.

- Médecine clinique - Pratique de la médecine ou recherche clinique dans diverses disciplines, dont la médecine familiale, la médecine interne, la chirurgie générale, les sous-spécialités de la médecine et de la chirurgie, la santé publique, l’épidémiologie et la médecine de laboratoire.

## Membres
- 1994
  - Maude Elizabeth Seymour Abbott
  - Frederick Grant Banting
  - Charles Herbert Best
  - John Symonds Lyon Browne
  - James Bertram Collip
  - Douglas Harold Copp
  - Charles George Drake
  - Jacques Genest
  - William Osler
  - Wilder Graves Penfield

- 1995
  - Henry J.M. Barnett
  - Bruce Chown
  - Herbert Jasper
  - Charles P. Leblond
  - William Thorton Mustard
  - Robert B. Salter
  - Michael Smith

- 1997
  - Charles Thomas Beer
  - Wilfred Gordon Bigelow
  - Henri J. Breault
  - Wilfred Thomason Grenfell
  - Pierre Masson
  - Brenda Milner
  - Robert Laing Noble
  - Louis Siminovich
- 1998
  - Murray Barr
  - Norman Bethune
  - Roberta Bondar
  - Thomas C. Douglas
  - Ray Farquharson
  - C. Miller Fisher
  - Claude Fortier
  - Gustave Gingras
  - Harold Johns
  - Heinz Lehmann
  - Maud Menten
- 2000
  - Bernard Belleau
  - G. Malcolm Brown
  - John Robert Evans (en)
  - Jack Hirsh
  - Leonora King
  - David Sackett
- 2001
  - John E. Bradley
  - Henry Friesen
  - William E. Gallie
  - Peter Lougheed
  - Frederick Montizambert
  - Charles Scriver
  - Lucille Teasdale-Corti
- 2003
  - William Howard Feindel
  - Donald O. Hebb
  - Charles H. Hollenberg
  - Charles Brenton Huggins
  - J. Fraser Mustard
  - Marguerite d'Youville
- 2004
  - Oswald Theodore Avery
  - John Gerald FitzGerald
  - Marc Lalonde
  - Maurice LeClair
  - Ernest McCulloch
  - James Edgar Till
- 2006
  - David Hubel
  - John McEachern
  - Ian McWhinney
  - Anthony Pawson
  - Hans Selye
- 2007
  - (à compléter)
- 2008
  - (à compléter)
- 2009
  - (à compléter)
- 2010
  - (à compléter)
- 2011
  - (à compléter)
- 2012
  - (à compléter)
- 2013
  - (à compléter)
- 2014
  - (à compléter)
- 2015
  - (à compléter)
- 2016 
  - Mark Wainberg[1]
  - (à compléter)
- 2017
  - Michel G. Bergeron[2]
  - (à compléter)